# E・W・ケンブル
E・W・ケンブルとして知られるエドワード・ウィンザー・ケンブル（E. W. Kemble、Edward Winsor Kemble、1861年1月18日 - 1933年9月19日）はアメリカ合衆国のイラストレーター、風刺画家である。マーク・トウェインの小説『ハックルベリー・フィンの冒険』の初版の挿絵を描いたことや、雑誌『ハーパーズ・マガジン』などに政治風刺漫画を描いたことで知られる。

## 略歴
カリフォルニア州のサクラメントで生まれた。1875年にフィラデルフィアの寄宿学校に入学した。当時のフィラデルフィアはアメリカにおける美術の中心の場所の一つであった。美術の才能を示し、1881年までには定期刊行物のイラストレーションを描くようになり、ニューヨークの新聞、『ニューヨーク・デイリー・グラフィック』の主要な政治漫画家になり、ニューヨークではアート・スチューデンツ・リーグで学んだ。これがケンブルの受けた唯一の専門的な美術教育であった。
雑誌、『ライフ』が1883年に創刊され、その初期の号に、ケンブルは多くの挿絵を描いた。1903年から1907年は雑誌『コリアーズ・ウィークリー』で働き、1907から1912年の間は『ハーパーズ・マガジン』で働き、その後も『コリアーズ・ウィークリー』、『レスリーズ・ウィークリー』、『Judge』などに挿絵を描いた。
ケンブルの雑誌の挿絵を作家、マーク・トウェインが注目し、『ハックルベリー・フィンの冒険』の挿絵画家として採用した。その後もトウェインの小説『Pudd'nhead Wilson』やハリエット・ビーチャー・ストウの『アンクル・トムの小屋』などの有名な書籍の挿絵を描いた。
ニューヨーク州のニューロシェルの郊外で暮らし、コネチカット州のフェアフィールド郡のリッジフィールド(Ridgefield)で72歳で亡くなった。

## 作品

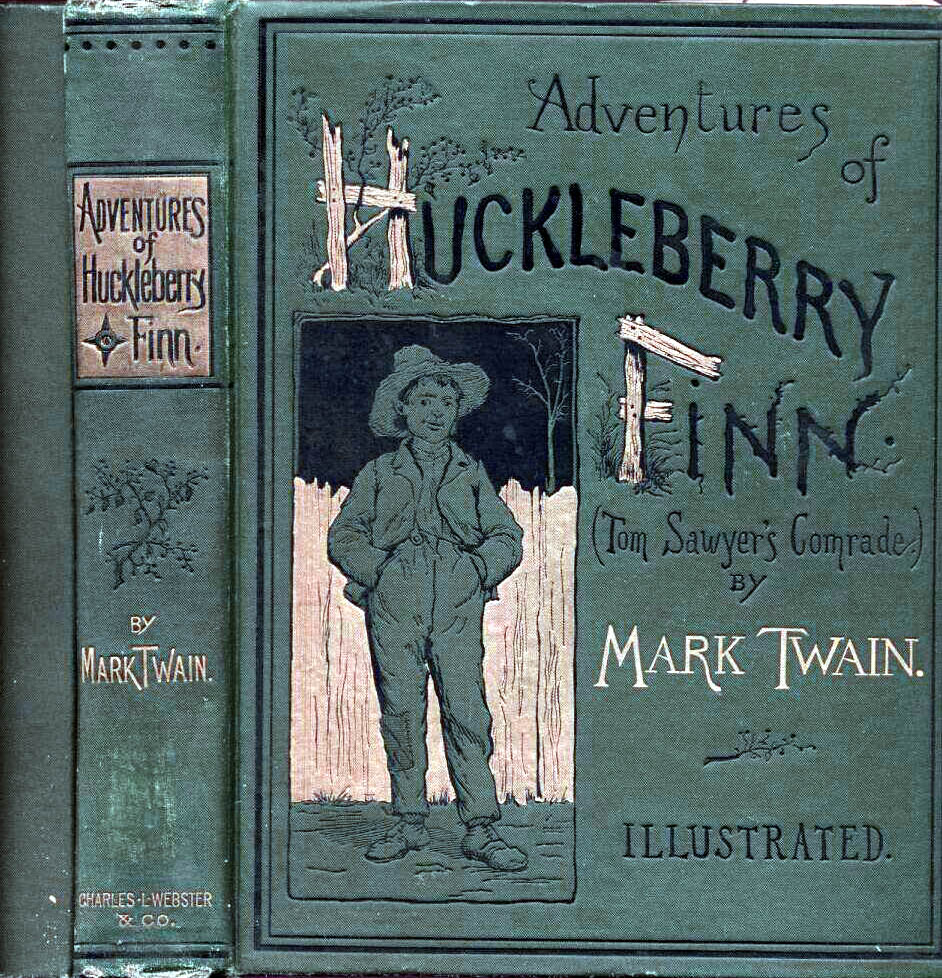
『ハックルベリー・フィンの冒険』のカバー絵
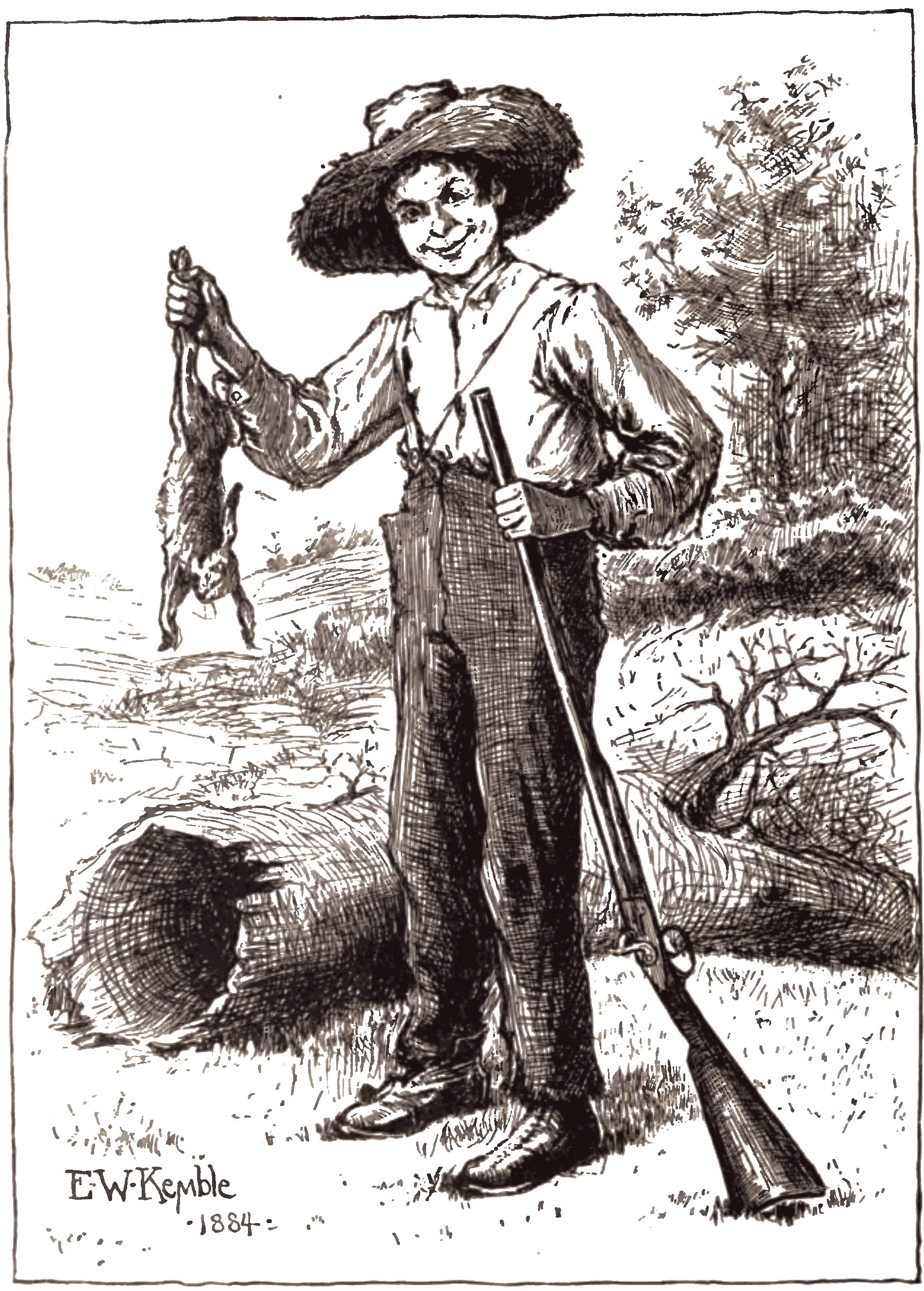
『ハックルベリー・フィンの冒険』の挿絵
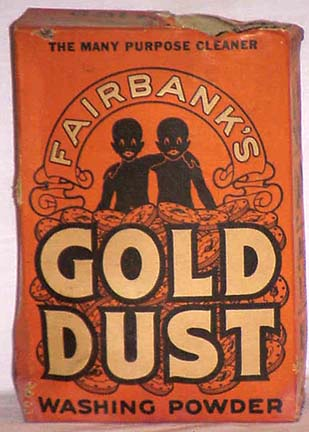
洗剤のパッケージ
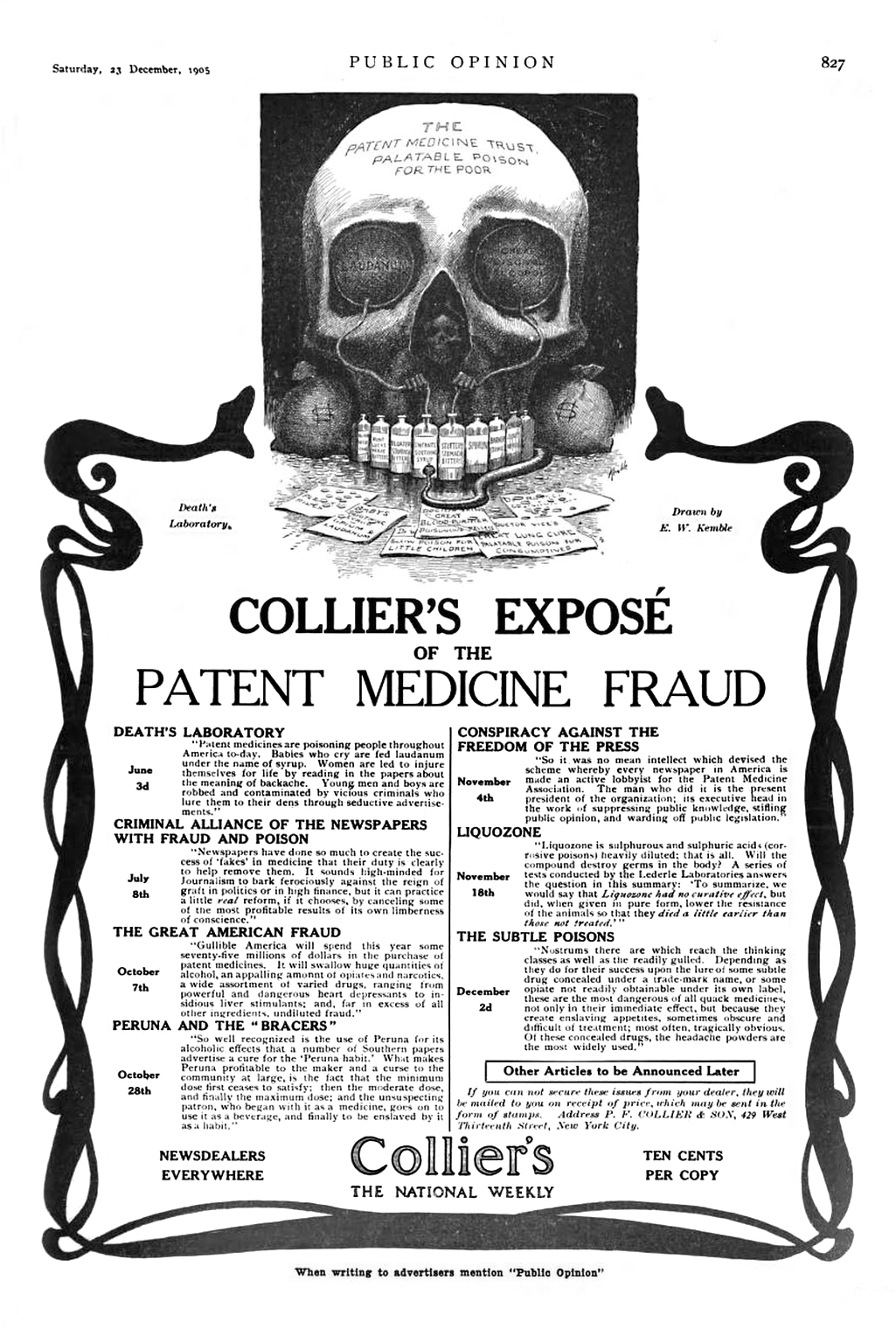
『コリアーズ・ウィークリー』の宣伝ポスター

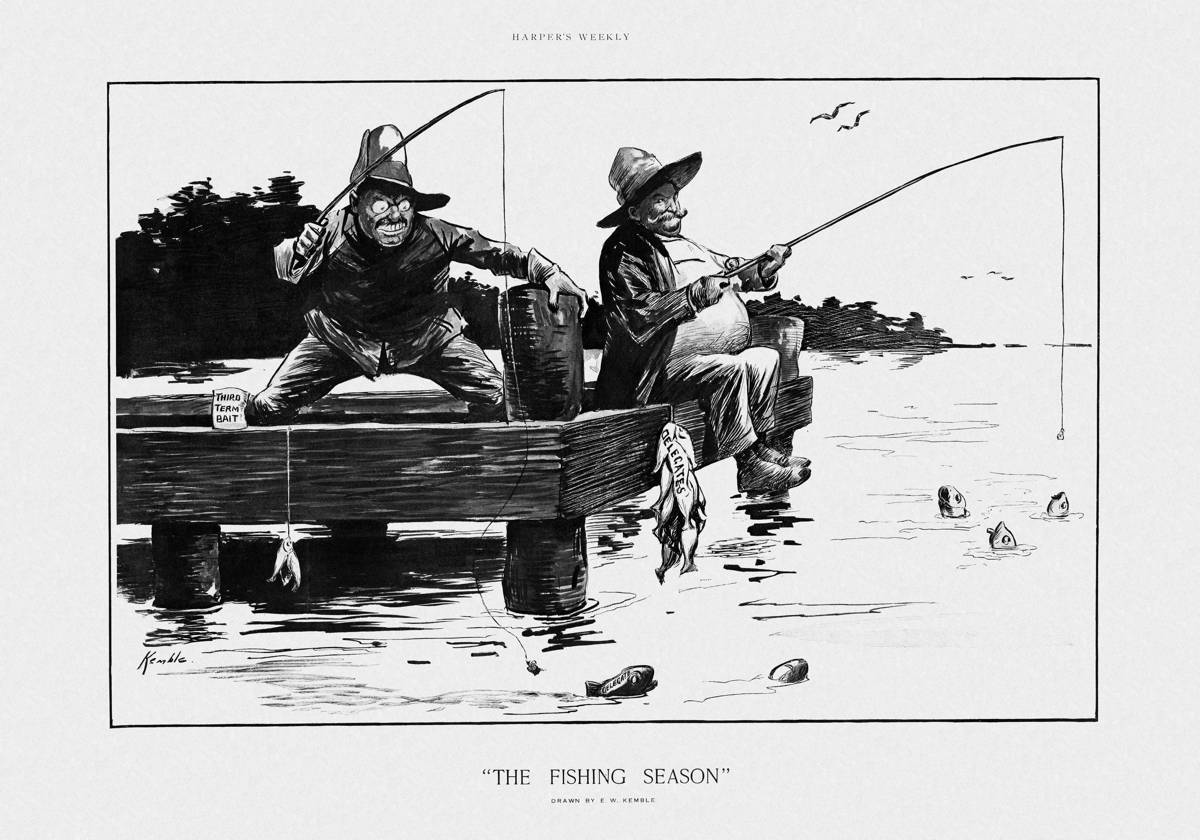
1912年の『ハーパーズ・マガジン』の風刺漫画、セオドア・ルーズベルトとウィリアム・タフト
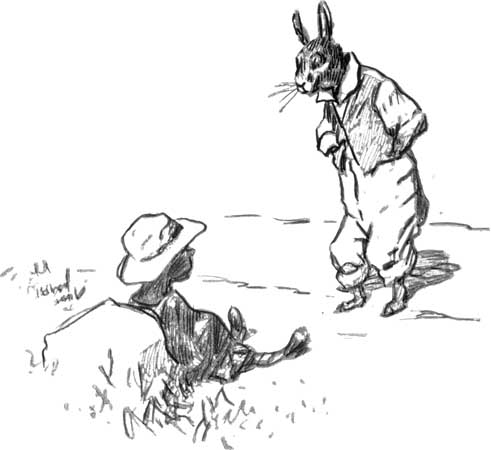
J.C.ハリスの『リーマスじいや物語』の挿絵
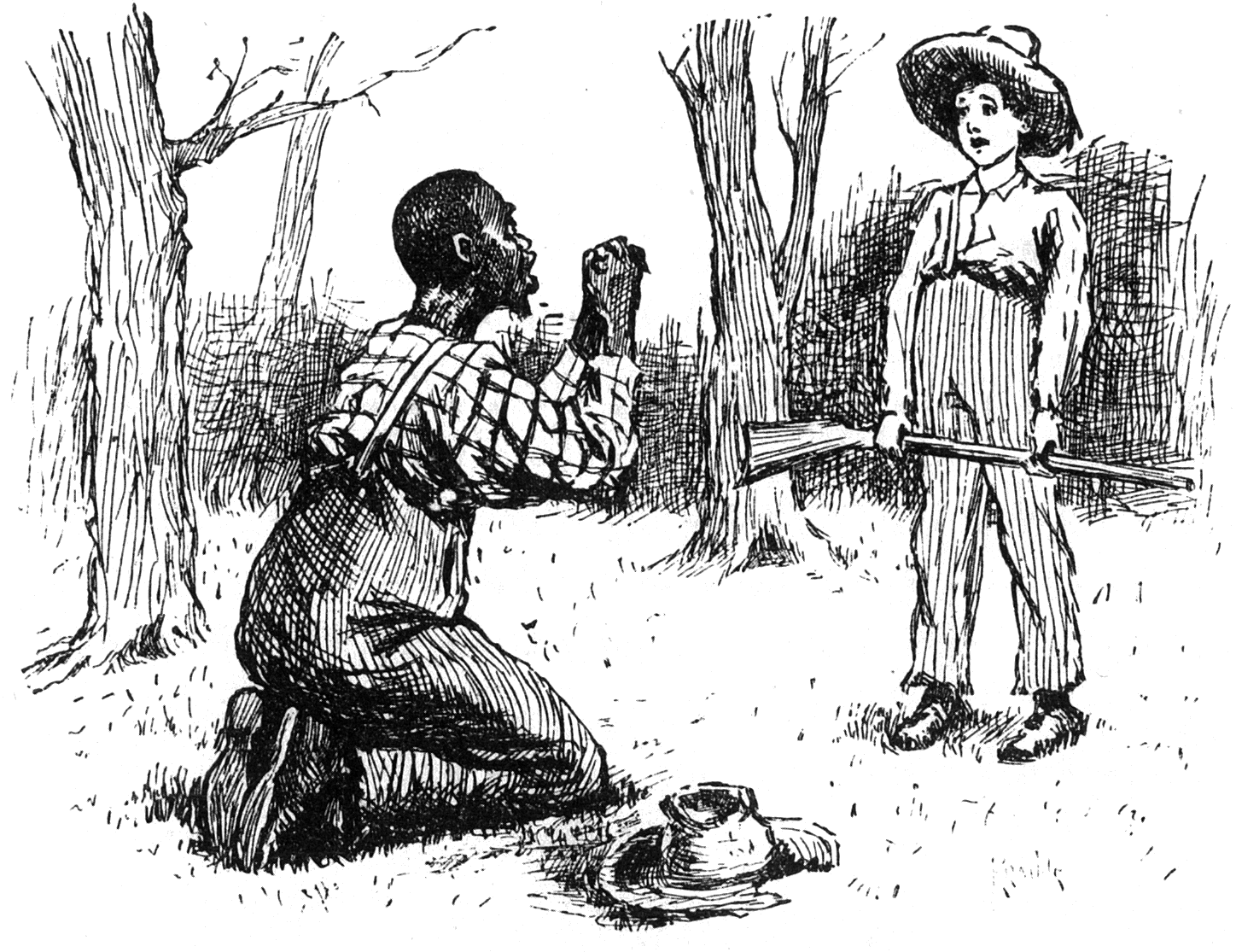
『ハックルベリー・フィンの冒険』の挿絵